# 腋窩神経
腋窩神経（えきかしんけい，英：axillary nerve）は腕神経叢から出る上腕部に走行する末梢神経で、上肢の背側を走行し、上腕部で、停止する。主な神経支配筋肉は、三角筋で、上腕の伸展運動を司っている。上外側上腕皮神経に分枝する。
主にC5、C6に由来する。上腕骨近位端骨折の80%を占める上腕骨頸部骨折の合併症として腋窩神経障害が挙げられる。

## 支配筋
- 三角筋
- 小円筋